# 東京ナレーション演技研究所
東京ナレーション演技研究所（とうきょうナレーションえんぎけんきゅうじょ）は、音響制作会社であるビットプロモーション（現:ビットグルーヴプロモーション）のプロダクション部門から独立したブライトイデアと提携する声優養成所。

## 概要
- 2018年（平成30年）開校。運営は日本ナレーション演技研究所に外部委託している。[2]
- クラスは基礎科→本科→研修科の順で、入所前に舞台等の出演経験があり入所面接で認められれば基礎科・本科は免除となる。
- 入所中でも年度末に行われる進級審査を一次審査とするオーディションで優秀であると認められればクラスに関わらず、提携プロダクションに所属をする事が出来る。
- 現在は解消されているが、2018年（平成30年）から2020年（令和2年）まで声優事務所のクレアボイスとも提携関係にあった。[3]

## 提携プロダクション
- ブライトイデア

## 出身者

### 女性
| あ行 飯隈のどか 井上桃花 梅岡希 織部はるか か行 倉持若菜 | さ行 西条結依加 た行 | な行 夏目美嘉 七瀬香菜子 七海結理 は行 葉月朱莉 | ま行 宮村蒼 や行 ら行 わ行 |

### 男性
| あ行 伊志嶺将希 上野雅哉 大城昂輝 か行 | さ行 た行 藤堂駿介 | な行 は行 林克弥 | ま行 三吉龍茉 や行 矢野大樹 わ行 |

## 製作委員会参加作品
- 安達としまむら（2020年）